# (29298) Cruls
(29298) Cruls est un astéroïde de la ceinture principale de la famille de Hungaria.

## Description
(29298) Cruls est un astéroïde de la ceinture principale, de la famille de Hungaria. Il est caractérisé par un demi-grand axe de 1,93 UA, une excentricité de 0,10 et une inclinaison de 19,5° par rapport à l'écliptique.

## Compléments